# Henry Paul
Henry Paul (New York, 25 agosto 1949) è un cantante e chitarrista statunitense, celebre come membro fondatore degli Outlaws.

## Biografia

### Gli inizi
È nato a New York, ed è vissuto in una fattoria nella vicina Hurley; in seguito al divorzio dei genitori, insieme alle sue sorelle Anselma e Helen e sua madre si trasferì a Tampa, in Florida. All'età di 17 anni, ha suonato i suoi primi concerti musicali ai festival folk della High School e suonando al 18th String Coffee House e al Music Emporium.

### Gli Outlaws
Nel 1972 il gruppo Sienna di cui faceva parte si sciolse, e Paul fondò gli Outlaws. Iniziarono a suonare nei club della zona di Tampa.
Nel 1974 presero parte ad una tournée per l'apertura di diversi gruppi southern rock affermati, tra cui i Lynyrd Skynyrd. Clive Davis, produttore discografico manager di Arista Records li scoprì e li mise sotto contratto; diventarono così la prima rock band della neonata etichetta. Il loro album di debutto omonimo è diventato rapidamente disco d'oro grazie al successo di successi come "Green Grass and High Tides" e "There Goes Another Love Song". Nel 1977, dopo aver registrato altri due album, egli abbandonò il gruppo per intraprendere una carriera da solista.
Una volta rientrato nella band, dopo la morte di Hughie Thomasson, avvenuta nel 2007, Paul divenne il leader degli Outlaws, con i quali pubblicò l'album acclamato dalla critica, "It's About Pride", che contribuì al loro rilancio.

## Discografia

### Album in studio

#### Con gli Outlaws
- 1975 – Outlaws
- 1976 – Lady in Waiting
- 1977 – Hurry Sundown
- 1986 – Soldiers of Fortune
- 2012 – It's About Pride
- 2020 – Dixie Highway

#### Come artista solista
- 1982 – Henry Paul
- 2019 – The Spirit of Christmas (come Blackhawk e Henry Paul)

#### Come Henry Paul Band
- 1979 - Grey Ghost
- 1980 - Feel the Heat
- 1981 - Anytime